# Ichikawa (cràter)
Ichikawa és un cràter d'impacte en el planeta Venus de 31,4 km de diàmetre. Porta el nom de Fusae Ichikawa (1893-1981), feminista japonesa, i el seu nom va ser aprovat per la Unió Astronòmica Internacional el 1994.